# Joost van der Grinten
Gijs Joost van der Grinten (Venlo, 10 augustus 1927 − Soest, 17 november 2017) was een Nederlands architect en de eerste Nederlandse hoogleraar Industrieel ontwerpen.

## Biografie
Van der Grinten studeerde vanaf 1946 bouwkunde aan de Technische Universiteit Delft. Vervolgens werkte hij vanaf 1958 aan zijn alma mater, onder andere als assistent van prof. Frits Eschauzier waar hij onderzoek deed naar opleidingen industrieel ontwerpen in Europa. Dat onderzoek bevatte aanbevelingen die onder andere leidde tot de oprichting van de opleiding 'Industriële Vormgeving' aan de TU Delft. In 1962 werd hij benoemd tot eerste, buitengewoon hoogleraar 'Industriële Vormgeving' te Delft. In 2002 noemde de faculteit Industrieel Ontwerpen een zaal naar haar grondlegger.
Daarnaast was hij werkzaam bij het architectenbureau Environmental Design waarmee hij in 1954 de Prix de Rome won.
Vanaf 1971, na ontslag te hebben genomen bij de universiteit, wijdde hij zich aan het vioolbouwen. In 2012 publiceerde hij een autobiografie. Eind 2017 overleed hij op 90-jarige leeftijd in zijn woonplaats.

## Gebouwen (selectie)

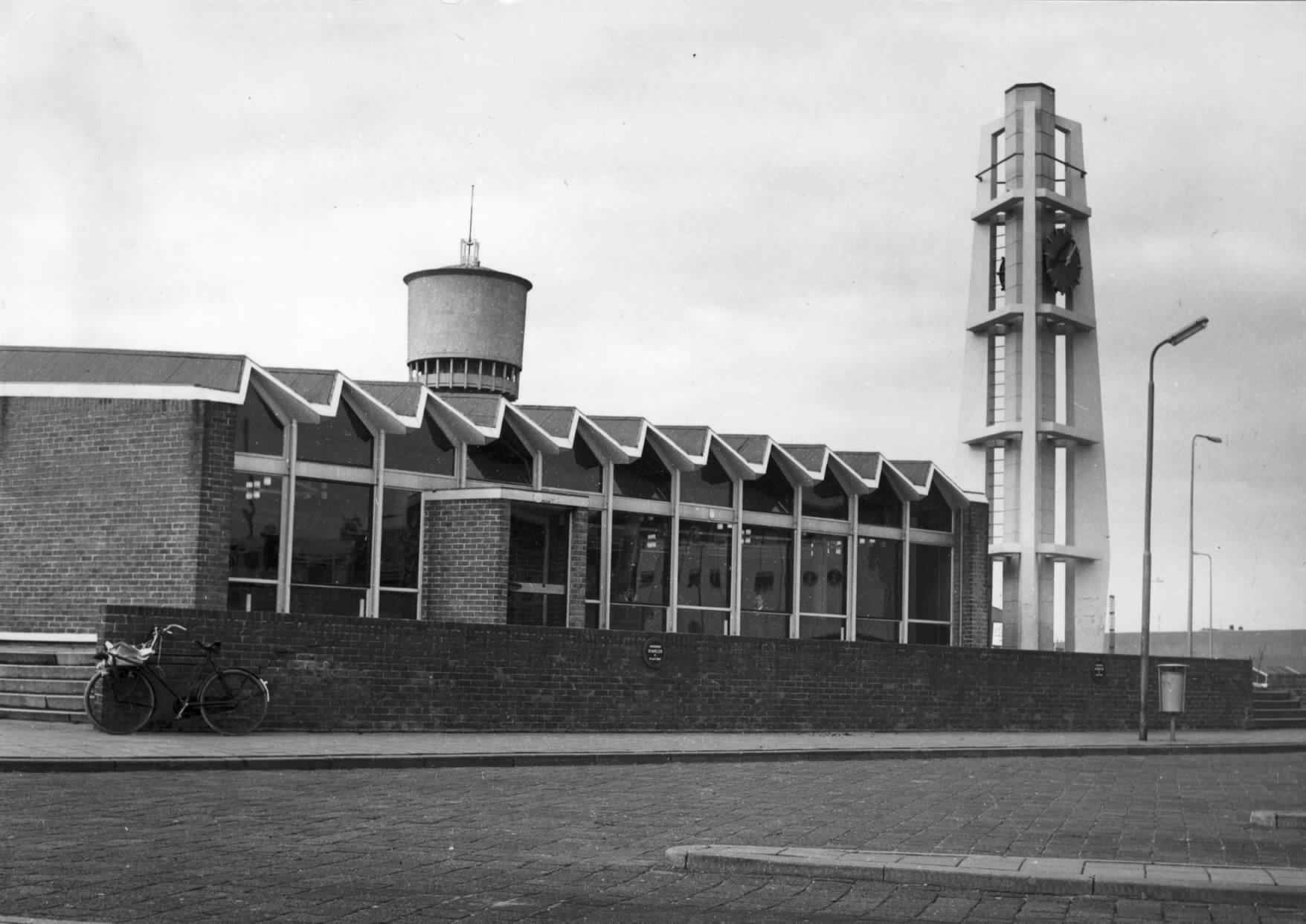
1958 – Station Den Helder (gemeentelijk monument)
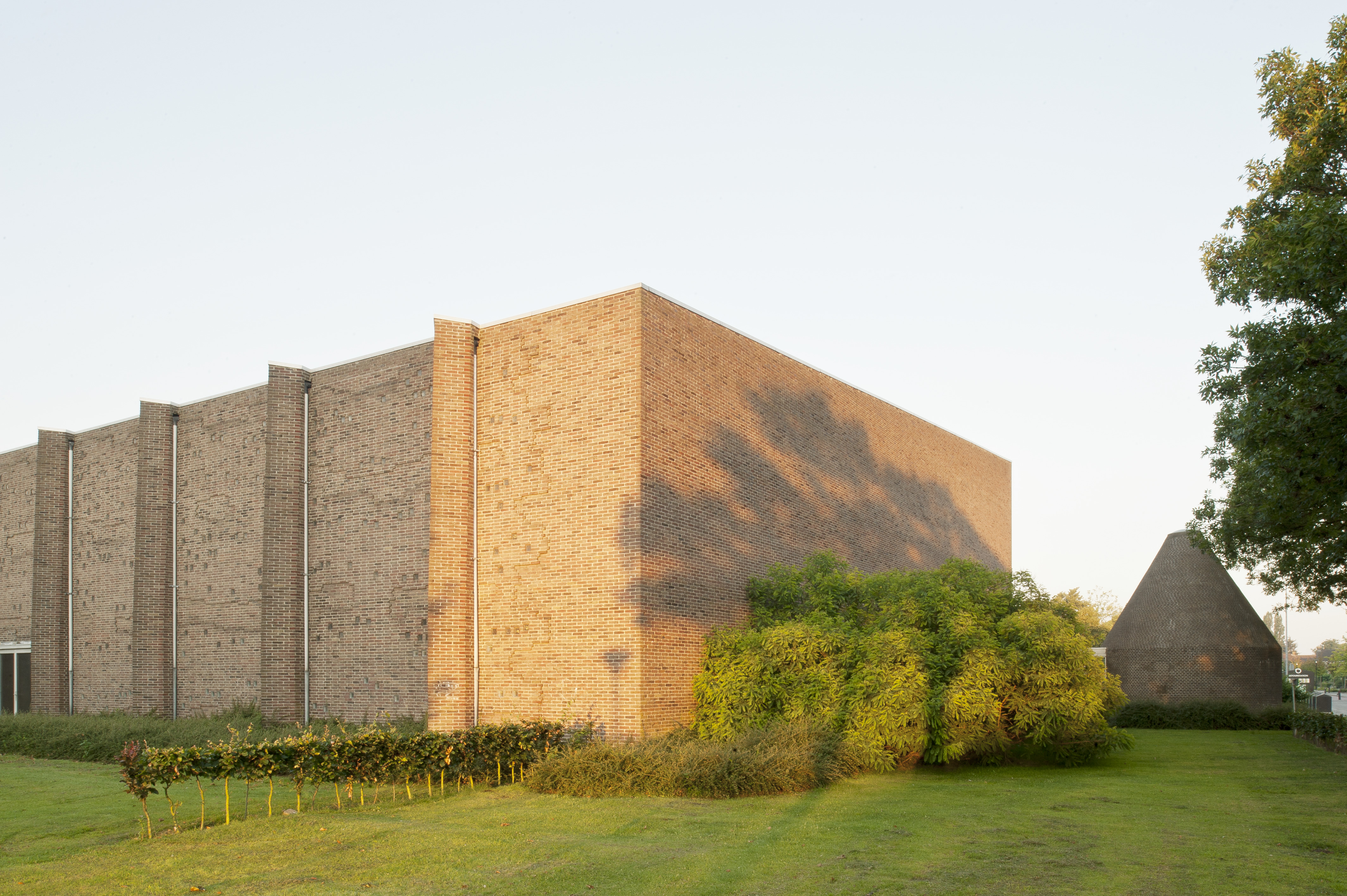
1959 – Sint-Nicolaaskerk, Venlo (rijksmonument)
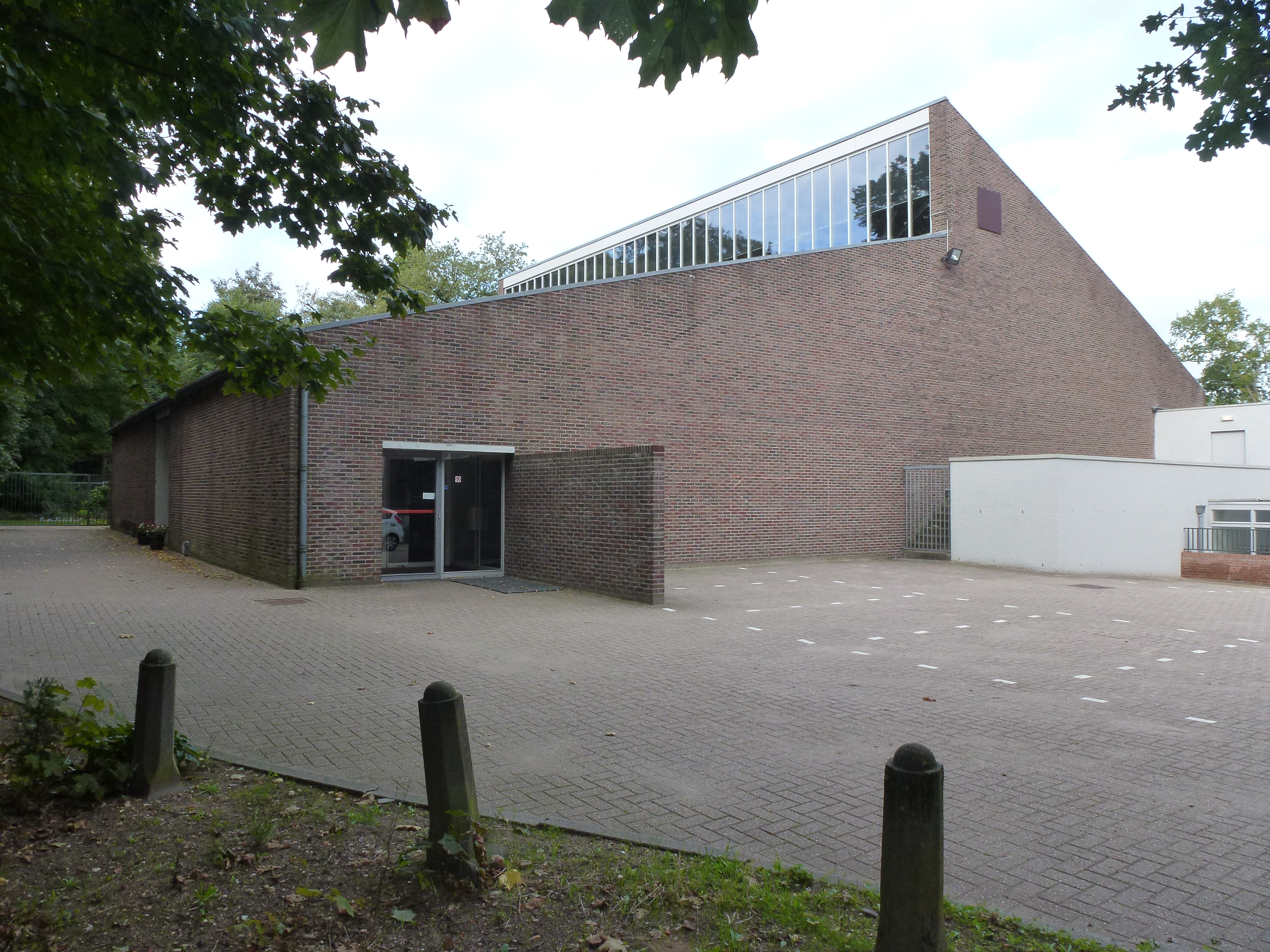
1963 – Boskapel, Nijmegen (gemeentelijk monument)
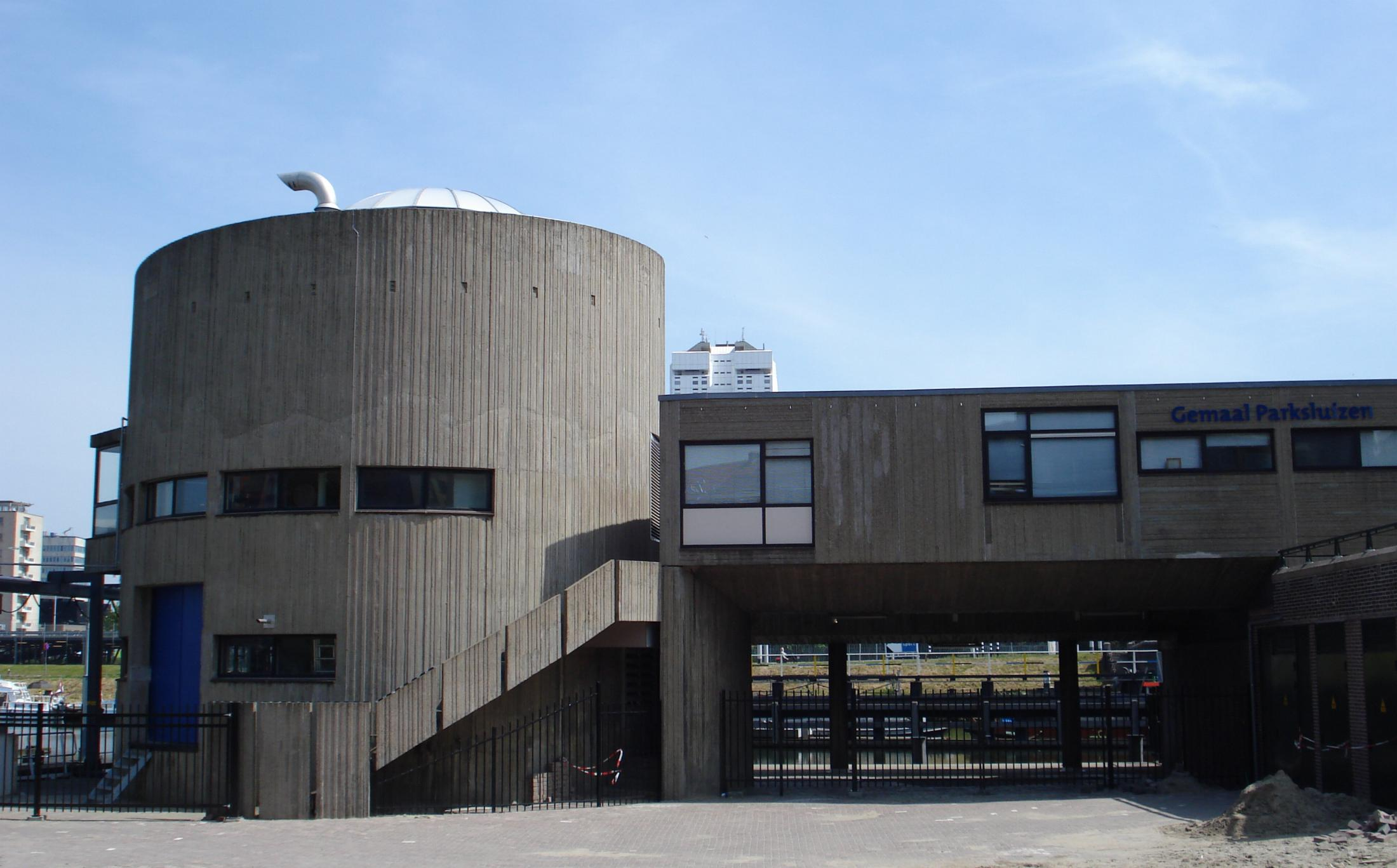
1968 – Gemaal Parksluizen, Rotterdam (gemeentelijk monument)
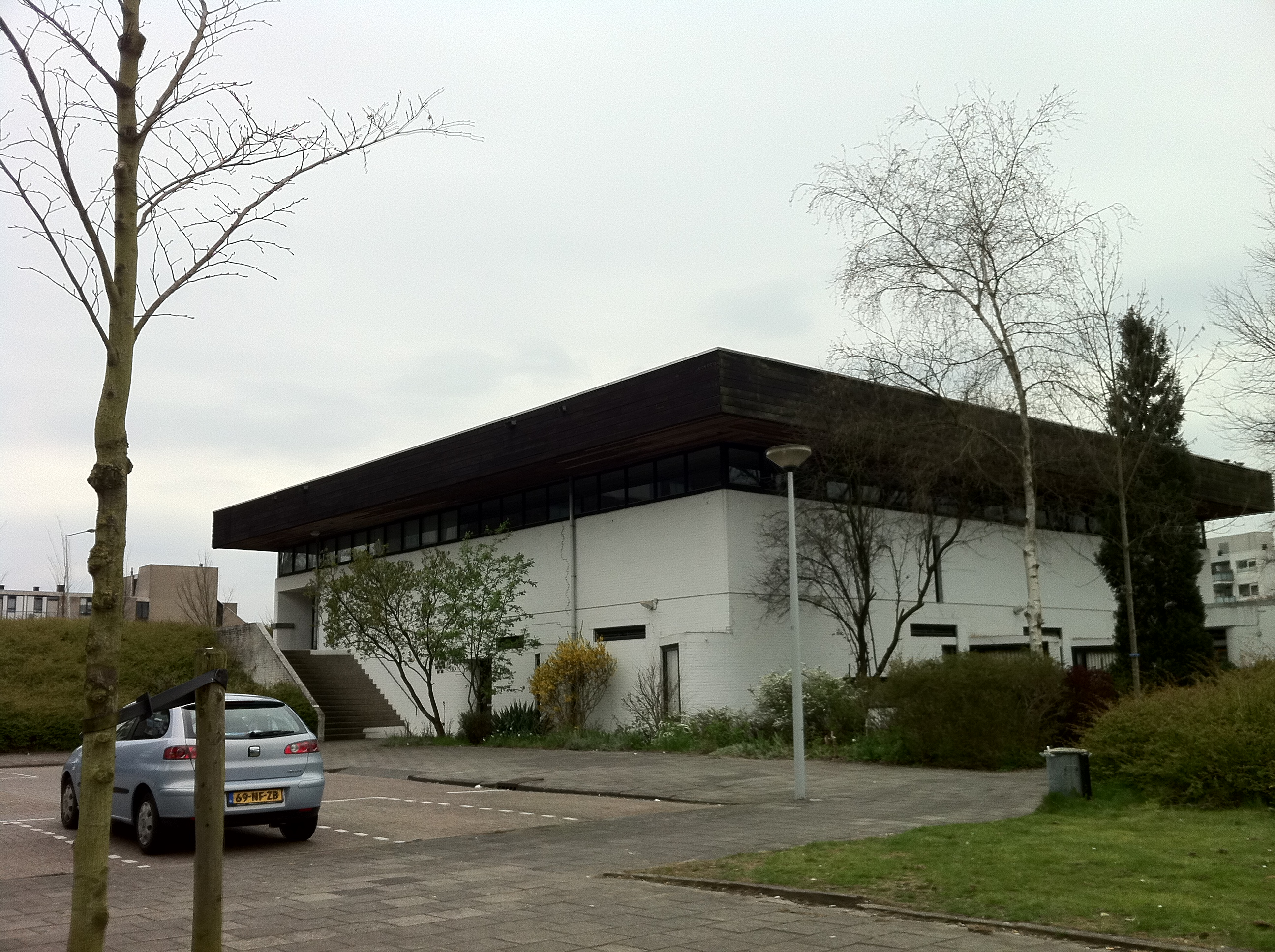
1970 – Salvatorkerk, Amsterdam (met Leo Heijdenrijk; gemeentelijk monument)
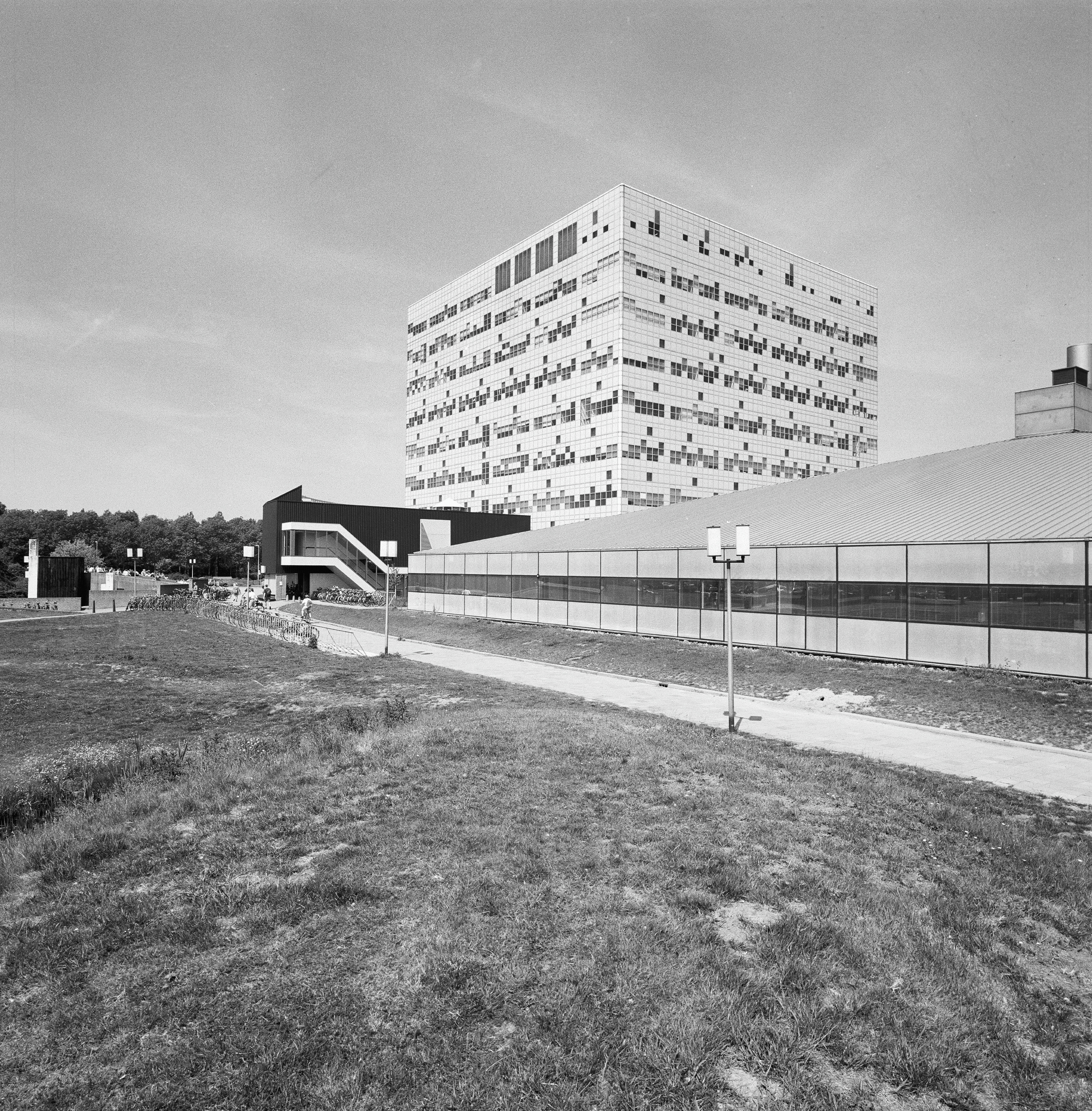
1974 – Tandheelkundig Instituut / F.A.F.C. Wentgebouw, Universiteit Utrecht (met Environmental Design; gesloopt)